# مونستروم (فیلم)
مونستروم (انگلیسی: Monstrum; کره‌ای: 물괴) یک فیلم دلهره‌آور اکشن تاریخی سال ۲۰۱۸ کره جنوبی به کارگردانی هو جونگ هو است. در این فیلم کیم میونگ-مین، کیم این-کوان، لی هه‌ری و چوی وو شیک ایفای نقش کردند. مونستروم در ۱۲ سپتامبر ۲۰۱۸ منتشر شد. این فیلم برای رقابت در جشنواره بین‌المللی فیلم خارق‌العاده سیتخس انتخاب شد و در ۱۳ اکتبر به نمایش درآمد.

## بازیگران
- کیم میونگ-مین در نقش یون کیوم
- کیم این-کوان در نقش سونگ هان
- لی هه‌ری در نقش میونگ[۹]
  - جو یه ریم در نقش کودکی میونگ
- چوی وو شیک در نقش هور
- پارک هی-سون در نقش پادشاه جونگ‌جونگ
- لی گیونگ-یونگ در نقش شیم وون
- پارک سونگ وونگ در نقش جین یونگ
- لی کیو بوک در نقش مو گِه
- کیم مین سوک
- هونگ جی یون در نقش مادر
- لی دو کیونگ
- هان سو یونگ
- سو می